# Roland Étienne
Roland Étienne est un archéologue et historien français né le 18 avril 1944. C'est le fils de l'archéologue Robert Étienne.
Professeur d'histoire ancienne puis d'archéologie, il a dirigé l'École française d'Athènes.

## Biographie
Élève de l'École normale supérieure de 1964 à 1969, il obtient l'agrégation d'histoire et de géographie en 1968.
Il a été membre de l'École française d'Athènes entre 1971 et 1976, et directeur des fouilles de Tinos, dans les Cyclades, entre 1971 et 1978.
Il a enseigné l'histoire ancienne dans les universités Paris X à Nanterre, et de Montpellier, professeur d'archéologie à l'Université Lumière - Lyon II. Il a soutenu en juin 1984 une thèse de doctorat d'État sur Tinos (Ténos).
Il a été directeur des fouilles de Claros, en Turquie, de 1988 à 1991, puis directeur de l'École française d'Athènes de 1992 et 2001.
Revenu en France, il a été professeur d’archéologie classique à l’Université Paris 1-Panthéon Sorbonne de 2002 à 2009 et directeur de l’équipe « Mondes grecs archaïques et classiques » de l’UMR 7041 ArScAn.

## Publications
- Avec Marcel Piérart : Un décret du koinon des Hellènes à Platées en l'honneur de Glaucon, fils d'Étéoclès, d'Athènes, dans Bulletin de correspondance hellénique, 1975, tome 99, no 1, p. 51-75 (lire en ligne)
- Sous la direction de Roland Étienne : « Hyettos de Béotie et chronologie des archontes fédéraux entre 250 et 171 avant J.-C. », dans ''Bulletin de correspondance hellénique, 1976, Supplément 3 (lire en ligne)
- Avec Denis Knoepfler : Hyettos de Béotie et la chronologie des archontes fédéraux entre 250 et 171 avant J.-C. avec un appendice par John Fossey, Paris, de Boccard (collection « Bulletin de correspondance hellénique », supplément III), 1976 (compte-rendu de Marcel Piérart dans L'Antiquité classique, 1978, tome 47, no 2, p. 684-686 (lire en ligne)
- Inscriptions de Délos, dans Bulletin de correspondance hellénique, 1981, tome 105, no 1, p. 171-182 (lire en ligne)
- Avec Jean-Pierre Braun : Ténos I. Le Sanctuaire de Poseidon et d'Amphitrite, 3 volumes, Paris, de Boccard (collection « Bibliothèques des Écoles Françaises d'Athènes et de Rome », fascicule 263), 1986 (compte-rendu de Jean Marcadé dans Revue des études anciennes, 1988, tome 90, no 3-4, p. 453-456 (lire en ligne)
- Avec Philippe Fraisse : L'autel archaïque de l'Artémision de Délos, dans Bulletin de correspondance hellénique, 1989, tome 113, no 2, p. 451-466 (lire en ligne)
- Ténos II. Ténos et les Cyclades du milieu du IVe siècle avant J.-C. au milieu du IIIe siècle après J.-C., Paris, de Boccard (collection Bibliothèques des Écoles françaises d'Athènes et de Rome, fascicule 263bis), 1990,  (ISBN 2-86958-026-6), 293 p. (compte-rendu de Michel Amandry dans Revue numismatique, 1992, tome 34, p. 256-258 (lire en ligne)
- L'oracle d'Apollon à Claros : une consultation à Claros en 18 av. J.C., dans Publications de l'Institut français d'études anatoliennes, 1990, no 4, p. 36-39 (lire en ligne)
- Avec Françoise Étienne : La Grèce antique : archéologie d'une découverte, collection « Découvertes Gallimard/Archéologie » (no 84), Paris, Gallimard, 1990  (ISBN 978-2-07-053043-4), 176 p.
- Avec Jean-Pierre Braun, L'autel monumental du théâtre à Délos, dans Bulletin de correspondance hellénique, 1995, tome 119, no 1, p. 63-87 (lire en ligne)
- L'École française d'Athènes : 1846-1996, dans Bulletin de correspondance hellénique, 1996, no 120-1, p. 3-22 (lire en ligne)
- L'espace grec : 150 ans de fouilles de l'école française d'Athènes, Fayard, Paris, 1996  (ISBN 978-2213597096), 190 p.
- Le Prytanée de Délos, dans Revue des études anciennes, 1997, tome 99, no 3-4, p. 305-324 (lire en ligne)
- Athènes : espaces urbains et histoire : des origines à la fin du IIIe siècle après J.-C., Hachette (collection « Carré Histoire »), Paris, 2004  (ISBN 978-2-01-145571-0), 255 p.
- Avec Pierre Varène, Sanctuaire de Claros. Les propylées et les monuments de la voie sacrée : fouilles de Louis et Jeanne Robert et Roland Martin, 1950-1961, 2006  (ISBN 978-2865382965), 279 p.
- Avec Cristel Müller et Francis Prost : Archéologie historique de la Grèce antique, Ellipses, Paris, 2006  (ISBN 978-2729828288), 399 p.
- Le Sanctuaire d’Apollon, dans Bulletin de correspondance hellénique, 2009, tome 133, no 2, p. 609-623 (lire en ligne)
- Avec Jean-François Salles, « ´Iraq al-Amīr : guide historique et archéologique du domaine des Tobiades », Presses de l'Institut français du Proche-Orient, 2010  (ISBN 978-2-35159-165-9)
- Η ΑΡΧΑΙΑ ΤΗΝΟΣ (I archaia Tinos), Centre Culturel de Tinos, 2014, 184 p.  (ISBN 978-9609915946)
- (dir.), Le sanctuaire d'Apollon à Délos. 1, Architecture, topographie, histoire, Paris, de Boccard, 2018.